# Invalidité en France
L'invalidité en France est une reconnaissance de perte de la capacité de travail. Elle permet d'apporter une aide financière aux travailleurs (sous réserve qu'ils n'aient pas atteint l'âge légal de départ à la retraite à la date de la demande, soit 62 ans pour ceux nés à partir de 1955) qui ont perdu au moins les deux tiers de leur capacité de travail ou de gain  (articles L.341-1 et R.341-2 du code de la sécurité sociale).
L'invalidité est une incapacité acquise par un assuré social par suite d'un accident ou d'une maladie non professionnelle ou d'une usure prématurée de l'organisme et qui, de ce fait, n'est pas en mesure de se procurer dans une profession quelconque un salaire supérieur au tiers de la rémunération normale perçue par un travailleur de la même catégorie professionnelle à laquelle il appartenait.
« L'invalidité susceptible d'ouvrir droit à pension est non l'incapacité physique proprement dite, mais l'incapacité générale de gain déterminée par les différents facteurs susceptibles de conditionner le reclassement de l'assuré dans le monde du travail, c'est-à-dire, non seulement par la gravité et la nature des affections ou infirmités constatées, mais aussi par  l'âge du sujet, ses aptitudes physiques et mentales, sa formation  professionnelle et les activités exercées antérieurement par lui (art. L.341-3 du CSS). Cette incapacité générale de gain doit être appréciée par rapport à l'ensemble du marché du travail dans le cadre de la région de la résidence de l'intéressé ».
Il existe par ailleurs :
- des conditions d'immatriculation : être immatriculé(e) depuis au moins 12 mois au moment de l'arrêt de travail à la suite de l'invalidité ou au moment de la constatation de  l'invalidité par le médecin conseil ;
- des conditions de salariat ou de cotisation : justifier, au cours des 12 mois qui précédent l'arrêt de travail pour invalidité ou la constatation médicale de l'invalidité :
  - soit avoir effectué au moins 800 heures de travail salarié ;
  - soit avoir cotisé sur un salaire au moins égal à 2030 fois le SMIC horaire.

## Catégories d'invalidité

### Première catégorie
La pension est égale à 30 % du salaire annuel moyen (calculée sur les dix meilleures années de travail). Cette pension est compatible avec une activité salariée légère.

### Deuxième catégorie
La pension est égale à 50 % du salaire annuel moyen. Elle est a priori incompatible avec une activité salariée.

### Troisième catégorie
Elle est égale à la pension de deuxième catégorie mais prévoit une majoration pour l'intervention d'une tierce personne pour l'aide au quotidien de la personne invalide reconnue dans l'incapacité d'effectuer seule la plupart des actes essentiels ou ordinaires de la vie quotidienne :
- se lever seul, se coucher seul ;
- s'asseoir, se lever seul d'un siège ;
- se déplacer seul dans son logement (y compris en fauteuil roulant) ;
- s'installer seul dans son fauteuil roulant et en sortir seul ;
- se lever seul en cas de chute ;
- quitter seul son logement en cas de danger ;
- se vêtir, se dévêtir totalement/partiellement seul ;
- manger et boire seul ;
- aller uriner ou aller à la selle sans aide ;
- mettre seul son appareil orthopédique (le cas échéant) ;
- En cas de troubles psychiques, présenter un danger pour soi-même ou pour autrui.

## Travail et retraite
Quelle que soit la catégorie, une pension d'invalidité n'interdit pas de travailler. Cependant, le cumul du montant de la pension d'invalidité et du salaire ne doit pas dépasser le niveau de rémunération précédant l'attribution de la pension. Le service de la pension peut ainsi être administrativement suspendu (art. L.341-12 du CSS) en tout ou partie en cas de reprise du travail dès que le salaire ou le gain perçu par l'intéressé, y compris les indemnités susceptibles de s'y ajouter, permet de considérer qu'il a recouvré une capacité de gain supérieure à 50 %.
Dès lors que le bénéficiaire d'une pension d'invalidité atteint l'âge légal de départ à la retraite, la pension d'invalidité est remplacée automatiquement par une pension de retraite pour inaptitude au travail.
À noter que ce changement n'est pas automatique pour le bénéficiaire d'une pension d'invalidité exerçant une activité professionnelle qui devra alors, pour obtenir sa pension de retraite pour inaptitude au travail, en faire expressément la demande auprès de sa caisse de retraite. S'il poursuit son activité professionnelle au-delà de l'âge légal de départ à la retraite, la pension d'invalidité continue à lui être versée jusqu'à ce qu'il prenne sa retraite et au plus tard jusqu'à l'âge de la retraite à taux plein.

## Révision de l'invalidité
L'art. L.341-9 du CSS précise que toute pension d'invalidité est attribuée à titre temporaire. Elle est révisable sur demande de l'assuré ou sur l'initiative du médecin conseil de la sécurité sociale (art. L.341-11 du CSS).
Cette révision peut entraîner un passage en catégorie supérieure d'invalidité comme en catégorie inférieure.
L'invalidité peut également être médicalement suspendue si la capacité de gain est devenue supérieure à 50 %. Elle peut ensuite être rétablie si l'état du bénéficiaire s'aggrave.
Enfin, la pension d'invalidité peut être médicalement supprimée si la capacité de travail ou de gain devient durablement supérieure à 50 % et qu'il n'y a plus de soins continus.

## Droits connexes

### Cumul de la pension d’invalidité avec d’autres revenus
- Revenus professionnels, allocation chômage : le cumul n’entraine aucune conséquence sur le montant de la pension d’invalidité à condition que le montant cumulé ne dépasse pas le salaire moyen des 6 derniers mois précédant l’arrêt de travail suivi de la mise en invalidité.
- Indemnités journalières : le cumul est possible si l'invalide a repris une activité professionnelle après sa mise en invalidité.
- Rente accident du travail ou maladie professionnelle, pension militaire, pension civile de guerre, pension d'invalidité ou de retraite d'un régime spécial d'assurances sociales (salariés des professions agricoles, mineurs, marins, fonctionnaires de l'État, agents d'EDF...) autre qu'un régime complémentaire. Si le cumul entraîne un dépassement du salaire de référence, la pension d'invalidité sera réduite du montant de ce dépassement.
- Allocation adulte handicapé (AAH): le cumul peut se faire à condition que le montant de la pension d’invalidité soit inférieur au montant de l’AAH. Dans ce cas, une AAH différentielle peut être versée.

### Prestations en nature de l'assurance maladie et maternité
Les frais médicaux (soins, médicaments, frais de transport…) sont pris en charge à 100 % dans la limite des tarifs fixés par la sécurité sociale à l'exception des médicaments à service médical rendu modéré (anciennes vignettes bleues), des médicaments homéopathiques et de certaines préparations magistrales qui sont remboursés à 30 %, et des médicaments à service médical faible (anciennes vignettes orange) qui sont remboursés à 15 %.

Pour la prise en charge totale de des soins et médicaments non remboursés à 100 %, l'invalide peut demander l'étude de ses droits à la couverture maladie universelle complémentaire (CMU-C), s'il répond aux critères suivants :

- être domicilié en France de façon stable et régulière ;
- justifier de ressources inférieures aux montants fixés par la loi.

Ce droit est gratuit et permet la prise en charge des frais d'adhésion à une mutuelle qui complètera le remboursement de la Sécurité sociale.

### Fiscalité
- Le montant de la pension d’invalidité reste soumis à l’impôt sur le revenu.
- Si l'invalidité empêche son bénéficiaire de subvenir par son travail aux nécessités de l’existence, il peut demander un dégrèvement total ou une exonération de la taxe d'habitation.
- En fonction de ses ressources, le bénéficiaire d’une pension d’invalidité peut bénéficier d’une exonération ou d'un taux réduit de CSG et de CRDS.

### En cas de décès
Les ayants droit peuvent bénéficier du versement d’un capital décès par la caisse.

## Invalidité permanente des contrats d'assurance
Une assurance invalidité permanente existe dans de nombreux contrats collectifs liés au contrat de travail et dans de nombreux contrats de prévoyance individuelle accident. Ce sont des contrats d'assurance privés qui pour certains indemnisent sous forme d'un capital, pour d'autres sous forme de maintien partiel du revenu.